# Masakra w Krasnosielcu

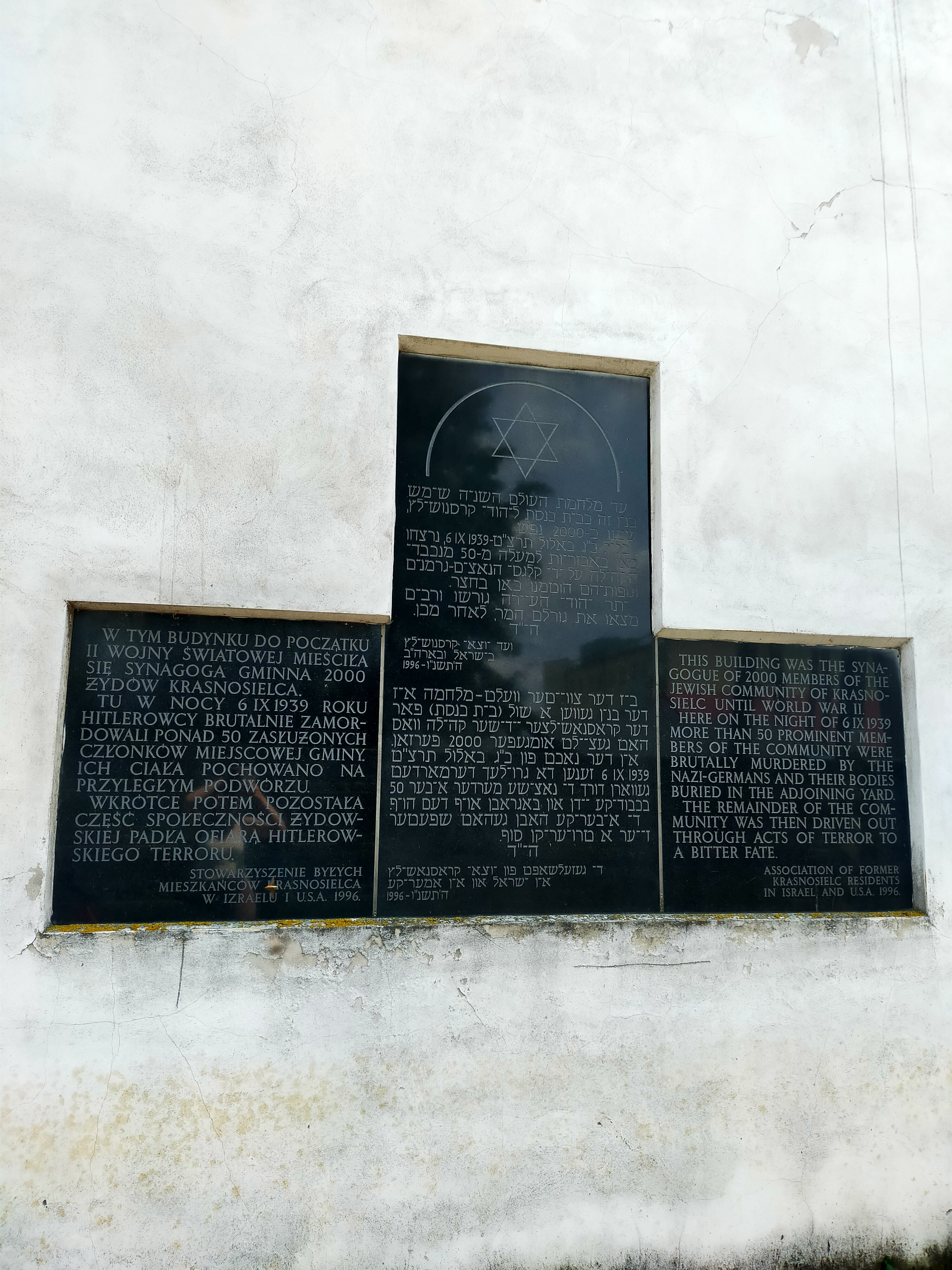
Tablica wmurowana w ścianę synagogi w Krasnosielcu

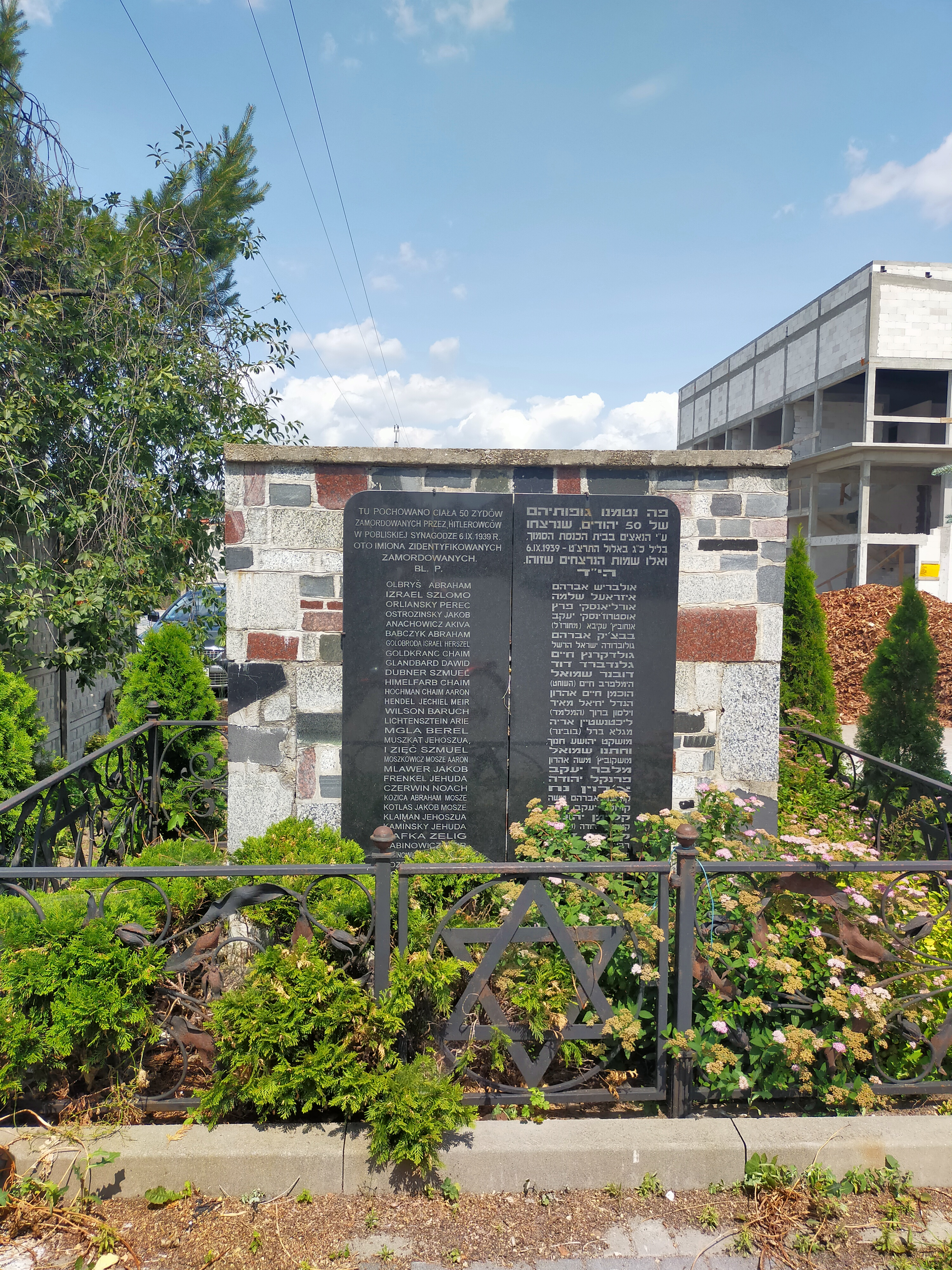
Pomnik upamiętniający zamordowanych Żydów nocą z 5 na 6 września

Masakra w Krasnosielcu – zbrodnia wojenna popełniona przez Niemców podczas kampanii wrześniowej 1939 roku.
W nocy z 5 na 6 września 1939 żołnierze SS i Wehrmachtu zapędzili do synagogi w Krasnosielcu grupę ok. 50 Żydów, których następnie rozstrzelali. Mimo że w myśl obowiązującego wówczas w III Rzeszy prawa masakra w Krasnosielcu miała charakter samowolny i bezprawny, jej sprawcy pozostali bezkarni.

## Preludium
Przed wybuchem II wojny światowej w Krasnosielcu mieszkało ok. 2 tys. Żydów. Po rozpoczęciu niemieckiej inwazji wielu z nich opuściło swoje domy i udało się w kierunku Warszawy lub na wschód. 4 września 1939 wieś została opanowana przez wydzieloną grupę bojową z Dywizji Pancernej „Kempf”. Wycofujący się żołnierze WP wysadzili w powietrze most na Orzycu. W nocy z 4 na 5 września został on prowizorycznie naprawiony przez niemieckich saperów.

## Przebieg masakry
5 września żołnierze Dywizji „Kempf” urządzili w Krasnosielcu zakrojoną na szeroką skalę łapankę. Zatrzymano wówczas kilkudziesięciu mężczyzn narodowości polskiej i żydowskiej, których zmuszono do pracy przy naprawie mostu. Zarówno w trakcie łapanki, jak i podczas pracy przy moście, Żydzi byli traktowani w brutalny sposób. Żołnierze bili ich i upokarzali, miały miejsce wypadki obcinania bród i pejsów. Świadkowie zeznawali, że nad brzegiem Orzyca zastrzelono 2-3 Żydów w podeszłym wieku. Żołnierze mieli także wrzucić jednego bądź dwóch Żydów do bagna, a następnie przywalić ich kłodami drewna.
Wieczorem Niemcy zapędzili wszystkich robotników do miejscowej synagogi. Po pewnym czasie Niemcy odseparowali jednak Polaków od Żydów, po czym odprowadzili tych pierwszych do budynku stojącego przy pobliskim rynku (kilku młodych Żydów zdołało wówczas wymknąć się wraz z Polakami). Następnie żołnierze ponownie zaczęli znęcać się nad Żydami. Przy akompaniamencie drwiących okrzyków („Wasz Bóg jest bardzo dobry! Módlcie się do swojego Boga! Niech was ocali!”) zmuszono zatrzymanych do odmawiania modlitw. Na koniec większość Żydów została rozstrzelana. Masakrą kierowali SS-Sturmmann z pułku artylerii Dywizji „Kempf” (nazwiskiem Ernst) oraz wachmistrz Tajnej Policji Polowej. Uczestniczyli w niej także inni żołnierze Wehrmachtu i SS-Verfügungstruppe. Po zakończeniu egzekucji ciała zamordowanych wrzucono do rowu w pobliżu żydowskiej łaźni, oblano łatwopalnym płynem i podpalono. Tam też zostały później pogrzebane.
Tego wieczoru Niemcy zamordowali w Krasnosielcu około 50 Żydów. Sześciu lub siedmiu mężczyzn zdołało przeżyć masakrę dzięki interwencji bliżej nieokreślonego oddziału Wehrmachtu. Towarzyszący tej jednostce sanitariusz opatrzył także rany ocalałych Żydów. Zostali oni następnie zabrani do szpitala wojskowego w Olsztynie, gdzie udzielono im fachowej pomocy lekarskiej i dobrze traktowano. Cała grupa zdołała później przedostać się na ziemie polskie okupowane przez ZSRR.

## Proces sprawców
Już 6 września 1939 obaj żołnierze kierujący masakrą stanęli przed sądem polowym. SS-Sturmmann  Ernst został skazany na 3 lata pozbawienia wolności, podczas gdy wachmistrz otrzymał karę 9 lat ciężkiego więzienia. Niski wyrok esesmana sąd uzasadnił stwierdzeniem, że skazany był rozdrażniony z powodu „wielu okrucieństw, których Polacy dopuścili się na volksdeutschach”, a także z powodu okazywanego rzekomo przez Żydów wrogiego stosunku do Niemców. Ponadto uznano, że Ernst „działał w młodzieńczym ferworze, całkowicie bez zastanowienia”, a do zbrodni nakłonił go „pewien podoficer”, który wręczył mu karabin. Żaden z pozostałych uczestników masakry nie został postawiony przed sądem. Proces sprawców masakry Krasnosielcu był jednym z trzech przypadków, kiedy to niemieckie władze wojskowe zdecydowały się wszcząć postępowanie karne przeciw żołnierzom odpowiedzialnym za zbrodnie popełnione na polskiej ludności cywilnej podczas kampanii wrześniowej (podobnie postąpiono tylko w przypadku masakr w Błoniu i Końskich).
Generał Georg von Küchler – dowódca niemieckiej 3 Armii, w skład której wchodziła Dywizja „Kempf” – uznał wyrok za „śmiesznie łagodny” i podjął działania mające na celu wznowienie postępowania. Jego starania zostały jednak zablokowane przez Reichsführera-SS Heinricha Himmlera. Już 4 października wyrok sądu polowego został zresztą uchylony na mocy zarządzonej przez Hitlera powszechnej amnestii, obejmującej żołnierzy skazanych za przestępstwa popełnione podczas kampanii w Polsce.
Amerykański korespondent William L. Shirer twierdził, że sprawa masakry w Krasnosielcu „stała się wkrótce szeroko znana w Berlinie”. Odnotował ją także w swym „Dzienniku wojennym” szef sztabu Naczelnego Dowództwa Wojsk Lądowych (Oberkommando des Heeres – OKH), generał Franz Halder. Przy okazji tej sprawy zirytowany Küchler miał oświadczyć, że „oddział SS Kempfa plami honor armii”, czego Himmler długo nie mógł mu wybaczyć. Niektóre polskie źródła podają, że postawa Küchlera była przyczyną, dla której 3 Armia stała się jedyną niemiecką armią uczestniczącą w inwazji na Polskę, której sztab rozwiązano po zakończeniu kampanii.

## Epilog
28 września 1939 z Krasnosielca wypędzono wszystkich Żydów, zmuszając ich wcześniej do podpisania oświadczenia, iż opuszczają miejscowość dobrowolnie. Wysiedleni Żydzi trafili do Różana i Ostrowi Mazowieckiej. Część z nich wyjechała stamtąd do Białegostoku i innych miejscowości w strefie sowieckiej, pozostali osiedlili się w różnych miastach Mazowsza znajdujących się pod niemiecką okupacją (Ciechanów, Maków Mazowiecki, Mława i Węgrów).
5 czerwca 1996, staraniem Davida Shochara, na tyłach synagogi w Krasnosielcu odsłonięto tablicę pamiątkową, upamiętniającą Żydów zamordowanych wieczorem 5 września 1939. Zamieszczono na niej m.in. nazwiska 31 zidentyfikowanych ofiar masakry.